# Шейлер Тауншип (округ Аллегені, Пенсільванія)
Шейлер Тауншип (англ. Shaler Township) — селище (англ. township) в США, в окрузі Аллегені штату Пенсільванія. Населення — 28 132 особи (2020).

## Демографія
Згідно з переписом 2010 року, у селищі мешкало 28 757 осіб у 12 045 домогосподарствах у складі 8388 родин. Було 12527 помешкань
Расовий склад населення:
| - 97,4 % — білих - 0,9 % — азіатів - 0,7 % — чорних або афроамериканців - 0,1 % — корінних американців |

До двох чи більше рас належало 0,8 %. Частка іспаномовних становила 0,8 % від усіх жителів.
За віковим діапазоном населення розподілялося таким чином: 19,6 % — особи молодші 18 років, 61,1 % — особи у віці 18—64 років, 19,3 % — особи у віці 65 років та старші. Медіана віку мешканця становила 45,2 року. На 100 осіб жіночої статі у селищі припадало 92,5 чоловіків;  на 100 жінок у віці від 18 років та старших — 90,4 чоловіків також старших 18 років.
Середній дохід на одне домашнє господарство  становив 81 015 доларів США (медіана — 68 838), а середній дохід на одну сім'ю — 93 889 доларів (медіана — 83 661). Медіана доходів становила 54 107 доларів для чоловіків та 43 329 доларів для жінок. За межею бідності перебувало 5,4 % осіб, у тому числі 3,7 % дітей у віці до 18 років та 7,1 % осіб у віці 65 років та старших.
Цивільне працевлаштоване населення становило 15 195 осіб. Основні галузі зайнятості: освіта, охорона здоров'я та соціальна допомога — 29,7 %, роздрібна торгівля — 12,0 %, фінанси, страхування та нерухомість — 11,2 %.